# Nová Vieska
Nová Vieska é um município da Eslováquia, situado no distrito de Nové Zámky, na região de Nitra. Tem 17,61 km² de área e sua população em 2018 foi estimada em 690 habitantes.

## Demografia
| Ano:        | 1994 | 2004    | 2014   | 2024    |
| ----------- | ---- | ------- | ------ | ------- |
| Broj ljudi: | 892  | 793     | 722    | 649     |
| Razlika:    |      | -11,09% | -8,95% | -10,11% |

| Ano:               | 2023 | 2024   |
| ------------------ | ---- | ------ |
| Número de pessoas: | 665  | 649    |
| Diferença:         |      | -2,40% |